# 獅子座73
獅子座73，又名BD+14 2367，HD 97907、SAO 99525、HR 4365，是獅子座的一颗恒星，视星等为5.32，位于銀經239.93，銀緯63.74，其B1900.0坐标为赤經11h 10m 38s，赤緯+13° 63.74′ 11″。